# Jaime Cristóbal Abril González
Mons. Jaime Cristóbal Abril González (* 17. července 1972, El Espino) je kolumbijský římskokatolický kněz a biskup Araucy.

## Život
Narodil se 17. července 1972 v El Espino.
Teologii a filosofii studoval ve Vyšším semináři v Tunje. Na Papežském Atheneu svatého Anselma v Římě získal licenciát z liturgie. Na kněze byl vysvěcen 10. února 1996 a byl iknardinován do arcidiecéze Tunja.
Působil jako farní vikář ve farnosti San Miguel Arcángel v Paipě, kaplan a profesor v Armando Solano v Tunje, farní administrátor farnosti El Divino Niño v El Manzano, farnosti Santa Rita v Tutě a María Auxiliadora v Tunje, dále jako formátor ve vyšším semináři, arcidiecézní promotor a fárář katedrálního chrámu.
Dne 16. dubna 2016 jej papež František jmenoval pomocným biskupem arcidiecéze Nueva Pamplona a titulárním biskupem z Putie v Byzaceně.. Biskupské svěcení přijal 4. června 2016 z rukou arcibiskupa Luise Madrida Merlana a spolusvětitelé byli arcibiskup Luis Augusto Castro Quiroga a arcibiskup Ettore Balestrero.
Dne 18. listopadu 2019 jej papež ustanovil diecézním biskupem v Arauce.